# Nikola Aistrup
Nikola Aistrup, né le 22 août 1987 à Ballerup, est un coureur cycliste danois. Il se consacre principalement au cyclisme sur route.

## Palmarès sur route

### Par années
- 2004
  - 3e du championnat du Danemark du contre-la-montre par équipes juniors
- 2005
  - 2e du championnat du Danemark du contre-la-montre par équipes juniors
- 2008
  - 3e du championnat du Danemark sur route espoirs
- 2009
  - 2e de Paris-Roubaix espoirs
  - 3e du Fyen Rundt
  - 6e du championnat d'Europe sur route espoirs
- 2010
  - 2e du Rogaland Grand Prix
- 2011
  - 2e du championnat du Danemark du contre-la-montre par équipes
  - 3e du Grand Prix de Lillers-Souvenir Bruno Comini
- 2012
  - 2e du Himmerland Rundt
- 2013
  - 1re et 5e étapes du Randers Bike Week

### Classements mondiaux
| Année            | 2006 | 2007 | 2008  | 2009 | 2010 | 2011 | 2012 | 2013 |
| ---------------- | ---- | ---- | ----- | ---- | ---- | ---- | ---- | ---- |
| UCI America Tour |      |      | 204e  |      |      |      |      |      |
| UCI Asia Tour    |      |      |       | 223e |      |      | 274e |      |
| UCI Europe Tour  | 897e |      | 1060e | 353e | 361e | 686e | 458e | 492e |

## Palmarès sur piste

### Championnats nationaux
- 2005
  - 2e du championnat du Danemark de course aux points juniors
  - 2e du championnat du Danemark de vitesse juniors
  - 3e du championnat du Danemark de poursuite par équipes
- 2008
  -  Champion du Danemark de poursuite par équipes (avec Casper Jørgensen, Michael Mørkøv et Jacob Moe Rasmussen)